# Güines
Güines este un oraș din provincia Mayabeque, Cuba.